# Year of tha Boomerang
«Year of tha Boomerang» es una canción de la banda política estadounidense de rap metal Rage Against the Machine. Originalmente apareció en la banda sonora de la película Higher Learning en 1994. En la parte trasera de la banda sonora, la canción se titula "Year of the Boomerang". Aunque la pista fue lanzada como un sencillo radial promocional en CD, nunca se le dio un lanzamiento común.
Year of the Boomerang hizo su debut en vivo en el Cal State en Carson, CA el 29 de abril de 1994.

## Créditos
Escrito en el forro en las notas como los Guilty Parties:
- Vocales - Zack de la Rocha
- Bajo - Tim Commerford
- Batería - Brad Wilk
- Guitarras - Tom Morello